# Tres dies de Bruges-De Panne 2020
Els Tres dies de Bruges-De Panne 2020, 44a edició de la cursa ciclista Tres dies de Bruges-De Panne, es disputà el 21 d'octubre de 2020 sobre un recorregut de 188,6 km. La cursa formava part de l'UCI World Tour 2020 amb una categoria 1.UWT. Malgrat el nom, la cursa es desenvolupà en una sola jornada entre les viles de Bruges i De Panne.
El vencedor fou Yves Lampaert (Deceuninck-Quick Step), que s'imposà en solitari en l'arribada a De Panne. El seu company d'equip Tim Declercq fou segon, mentre Tim Merlier (Alpecin-Fenix) completà el podi.

## Equips participants
25 equips van prendre part en aquesta edició, 17 WorldTeams i 8 equips continentals professionals.
| WorldTeams (17)- AG2R La Mondiale - Astana - Bahrain McLaren - Bora-Hansgrohe - CCC Team - Cofidis - Deceuninck-Quick Step - EF Pro Cycling - Groupama-FDJ - Israel Start-Up Nation - Lotto Soudal - Movistar Team - NTT Pro Cycling - Ineos Grenadiers - Jumbo-Visma - Trek-Segafredo - UAE Team Emirates ProTeams (8)- Alpecin-Fenix - Arkéa-Samsic - B&B Hotels-Vital Concept p/b KTM - Total Direct Énergie - Sport Vlaanderen-Baloise - Riwal Securitas - Bingoal-Wallonie Bruxelles - Circus-Wanty Gobert |
| |

## Classificació final
| \| Classificació general \| Classificació general \| Classificació general \| Classificació general \| Classificació general \| \| Corredor \| Corredor \| Equip \| Temps \| \| \| --------------------- \| --------------------- \| ---------------------- \| --------------------- \| --------------------- \| \| 1r \| Yves Lampaert \| Deceuninck-Quick Step \| 3h 57' 12" \| \| \| 2n \| Tim Declercq \| Deceuninck-Quick Step \| + 21" \| \| \| 3r \| Tim Merlier \| Alpecin-Fenix \| + 22" \| \| \| 4t \| John Degenkolb \| Lotto-Soudal \| + 22" \| \| \| 5è \| Jean-Pierre Drucker \| Bora-Hansgrohe \| + 22" \| \| \| 6è \| Matteo Trentin \| CCC Team \| + 22" \| \| \| 7è \| Bert Van Lerberghe \| Deceuninck-Quick Step \| + 22" \| \| \| 8è \| Stefan Küng \| Groupama-FDJ \| + 22" \| \| \| 9è \| Kasper Asgreen \| Deceuninck-Quick Step \| + 22" \| \| \| 10è \| Jonas Rickaert \| Alpecin-Fenix \| + 28" \| \| \| 11è \| Sven Erik Bystrøm \| UAE Team Emirates \| + 1' 31" \| \| \| 12è \| Christophe Laporte \| Cofidis \| + 1' 37" \| \| \| 13è \| Max Walscheid \| NTT Pro Cycling \| + 2' 41" \| \| \| 14è \| Hugo Hofstetter \| Israel Start-Up Nation \| + 2' 41" \| \| \| 15è \| Alexander Krieger \| Alpecin-Fenix \| + 2' 43" \| \| |                     |                        |            |
| |                     |                        |            |
| Font: ProCyclingStats |                     |                        |            |
| Classificació general |                     |                        |            |
| Corredor | Corredor            | Equip                  | Temps      |
| 1r | Yves Lampaert       | Deceuninck-Quick Step  | 3h 57' 12" |
| 2n | Tim Declercq        | Deceuninck-Quick Step  | + 21"      |
| 3r | Tim Merlier         | Alpecin-Fenix          | + 22"      |
| 4t | John Degenkolb      | Lotto-Soudal           | + 22"      |
| 5è | Jean-Pierre Drucker | Bora-Hansgrohe         | + 22"      |
| 6è | Matteo Trentin      | CCC Team               | + 22"      |
| 7è | Bert Van Lerberghe  | Deceuninck-Quick Step  | + 22"      |
| 8è | Stefan Küng         | Groupama-FDJ           | + 22"      |
| 9è | Kasper Asgreen      | Deceuninck-Quick Step  | + 22"      |
| 10è | Jonas Rickaert      | Alpecin-Fenix          | + 28"      |
| 11è | Sven Erik Bystrøm   | UAE Team Emirates      | + 1' 31"   |
| 12è | Christophe Laporte  | Cofidis                | + 1' 37"   |
| 13è | Max Walscheid       | NTT Pro Cycling        | + 2' 41"   |
| 14è | Hugo Hofstetter     | Israel Start-Up Nation | + 2' 41"   |
| 15è | Alexander Krieger   | Alpecin-Fenix          | + 2' 43"   |

## Llista de participants
| Jumbo-Visma TJV | Jumbo-Visma TJV             | Jumbo-Visma TJV |
| --------------- | --------------------------- | --------------- |
| Núm             | Ciclista                    | Pos             |
| 1               | Mike Teunissen (NED)        |                 |
| 2               | Amund Grøndahl Jansen (NOR) |                 |
| 3               | Pascal Eenkhoorn (NED)      |                 |
| 4               | Maarten Wynants (BEL)       |                 |
| 5               | Bert-Jan Lindeman (NED)     |                 |
| 6               | Timo Roosen (NED)           |                 |
| 7               | Taco van der Hoorn (NED)    |                 |

| Deceuninck-Quick Step DQT | Deceuninck-Quick Step DQT   | Deceuninck-Quick Step DQT |
| ------------------------- | --------------------------- | ------------------------- |
| Núm                       | Ciclista                    | Pos                       |
| 11                        | Kasper Asgreen (DEN) (ruta) |                           |
| 12                        | Yves Lampaert (BEL)         |                           |
| 13                        | Florian Sénéchal (FRA)      |                           |
| 14                        | Tim Declercq (BEL)          |                           |
| 15                        | Mauri Vansevenant (BEL)     |                           |
| 16                        | Dries Devenyns (BEL)        |                           |
| 17                        | Bert Van Lerberghe (BEL)    |                           |

| Astana AST | Astana AST              | Astana AST |
| ---------- | ----------------------- | ---------- |
| Núm        | Ciclista                | Pos        |
| 21         | Danil Fominikh (KAZ)    |            |
| 22         | Laurens De Vreese (BEL) |            |
| 23         | Artiom Zakhàrov (KAZ)   |            |
| 24         | Ievgueni Guiditx (KAZ)  |            |
| 25         | Hugo Houle (CAN)        |            |
| 26         | Davide Martinelli (ITA) |            |

| Bahrain McLaren TBM | Bahrain McLaren TBM   | Bahrain McLaren TBM |
| ------------------- | --------------------- | ------------------- |
| Núm                 | Ciclista              | Pos                 |
| 31                  | Mark Cavendish (GBR)  |                     |
| 32                  | Sonny Colbrelli (ITA) |                     |
| 33                  | Marco Haller (AUT)    |                     |
| 34                  | Dylan Teuns (BEL)     |                     |
| 36                  | Luka Pibernik (SLO)   |                     |
| 37                  | Feng Chun-kai         |                     |

| Bora-Hansgrohe BOH | Bora-Hansgrohe BOH        | Bora-Hansgrohe BOH |
| ------------------ | ------------------------- | ------------------ |
| Núm                | Ciclista                  | Pos                |
| 41                 | Oscar Gatto (ITA)         |                    |
| 42                 | Marcus Burghardt (GER)    |                    |
| 43                 | Jean-Pierre Drucker (LUX) |                    |
| 45                 | Lukas Pöstlberger (AUT)   |                    |
| 46                 | Daniel Oss (ITA)          |                    |
| 47                 | Juraj Sagan (SVK) (ruta)  |                    |

| CCC Team CCC | CCC Team CCC                   | CCC Team CCC |
| ------------ | ------------------------------ | ------------ |
| Núm          | Ciclista                       | Pos          |
| 51           | Matteo Trentin (ITA)           |              |
| 52           | Michael Schär (SUI)            |              |
| 53           | Jonas Koch (GER)               |              |
| 54           | Gijs Van Hoecke (BEL)          |              |
| 55           | Nathan Van Hooydonck (BEL)     |              |
| 56           | Guillaume Van Keirsbulck (BEL) |              |

| EF Pro Cycling EF1 | EF Pro Cycling EF1        | EF Pro Cycling EF1 |
| ------------------ | ------------------------- | ------------------ |
| Núm                | Ciclista                  | Pos                |
| 61                 | Sep Vanmarcke (BEL)       |                    |
| 62                 | Jens Keukeleire (BEL)     |                    |
| 63                 | Stefan Bissegger (SUI)    |                    |
| 64                 | Moreno Hofland (NED)      |                    |
| 65                 | Thomas Scully (NZL)       |                    |
| 66                 | Jonas Rutsch (GER)        |                    |
| 67                 | Sebastian Langeveld (NED) |                    |

| Israel Start-Up Nation ISN | Israel Start-Up Nation ISN | Israel Start-Up Nation ISN |
| -------------------------- | -------------------------- | -------------------------- |
| Núm                        | Ciclista                   | Pos                        |
| 72                         | Norman Vahtra (EST) (ruta) |                            |
| 73                         | Guillaume Boivin (CAN)     |                            |
| 74                         | Hugo Hofstetter (FRA)      |                            |
| 75                         | Travis McCabe (USA)        |                            |
| 76                         | Nils Politt (GER)          |                            |
| 77                         | Tom Van Asbroeck (BEL)     |                            |

| Movistar Team MOV | Movistar Team MOV              | Movistar Team MOV |
| ----------------- | ------------------------------ | ----------------- |
| Núm               | Ciclista                       | Pos               |
| 81                | Juan Diego Alba (COL)          |                   |
| 82                | Iñigo Elosegui (ESP)           |                   |
| 84                | Johan Jacobs (SUI)             |                   |
| 85                | Lluís Mas Bonet (ESP)          |                   |
| 86                | Sebastián Mora Vedri (ESP)     |                   |
| 87                | Eduard Prades i Reverter (ESP) |                   |

| Lotto-Soudal LTS | Lotto-Soudal LTS        | Lotto-Soudal LTS |
| ---------------- | ----------------------- | ---------------- |
| Núm              | Ciclista                | Pos              |
| 91               | Caleb Ewan (AUS)        |                  |
| 92               | John Degenkolb (GER)    |                  |
| 93               | Jasper De Buyst (BEL)   |                  |
| 94               | Frederik Frison (BEL)   |                  |
| 95               | Roger Kluge (GER)       |                  |
| 96               | Brian van Goethem (NED) |                  |
| 97               | Nikolas Maes (BEL)      |                  |

| NTT Pro Cycling NTT | NTT Pro Cycling NTT        | NTT Pro Cycling NTT |
| ------------------- | -------------------------- | ------------------- |
| Núm                 | Ciclista                   | Pos                 |
| 101                 | Edvald Boasson Hagen (NOR) |                     |
| 102                 | Samuele Battistella (ITA)  |                     |
| 104                 | Michael Gogl (AUT)         |                     |
| 105                 | Max Walscheid (GER)        |                     |
| 106                 | Jay Robert Thomson (RSA)   |                     |
| 107                 | Rasmus Tiller (NOR)        |                     |

| Trek-Segafredo TFS | Trek-Segafredo TFS      | Trek-Segafredo TFS |
| ------------------ | ----------------------- | ------------------ |
| Núm                | Ciclista                | Pos                |
| 112                | Jasper Stuyven (BEL)    |                    |
| 113                | Edward Theuns (BEL)     |                    |
| 114                | Kiel Reijnen (USA)      |                    |
| 115                | Toms Skujiņš (LAT)      |                    |
| 116                | Charlie Quaterman (GBR) |                    |
| 117                | Ryan Mullen (IRL)       |                    |

| UAE Team Emirates UAD | UAE Team Emirates UAD          | UAE Team Emirates UAD |
| --------------------- | ------------------------------ | --------------------- |
| Núm                   | Ciclista                       | Pos                   |
| 121                   | Alexander Kristoff (NOR)       |                       |
| 122                   | Sven Erik Bystrøm (NOR) (ruta) |                       |
| 123                   | Marco Marcato (ITA)            |                       |
| 124                   | Vegard Stake Laengen (NOR)     |                       |
| 125                   | Tom Bohli (SUI)                |                       |

| Groupama-FDJ GFC | Groupama-FDJ GFC           | Groupama-FDJ GFC |
| ---------------- | -------------------------- | ---------------- |
| Núm              | Ciclista                   | Pos              |
| 131              | Stefan Küng (SUI)          |                  |
| 133              | Kevin Geniets (LUX) (ruta) |                  |
| 134              | Fabian Lienhard (SUI)      |                  |
| 136              | Valentin Madouas (FRA)     |                  |
| 137              | Jake Stewart (GBR)         |                  |

| Ineos Grenadiers IGD | Ineos Grenadiers IGD        | Ineos Grenadiers IGD |
| -------------------- | --------------------------- | -------------------- |
| Núm                  | Ciclista                    | Pos                  |
| 141                  | Michał Kwiatkowski (POL)    |                      |
| 142                  | Carlos Rodríguez Cano (ESP) |                      |
| 143                  | Owain Doull (GBR)           |                      |
| 144                  | Luke Rowe (GBR)             |                      |
| 145                  | Christian Knees (GER)       |                      |
| 146                  | Christopher Lawless (GBR)   |                      |
| 147                  | Leonardo Basso (ITA)        |                      |

| AG2R La Mondiale ALM | AG2R La Mondiale ALM    | AG2R La Mondiale ALM |
| -------------------- | ----------------------- | -------------------- |
| Núm                  | Ciclista                | Pos                  |
| 151                  | Oliver Naesen (BEL)     |                      |
| 153                  | Stijn Vandenbergh (BEL) |                      |
| 154                  | Lawrence Naesen (BEL)   |                      |
| 155                  | Julien Duval (FRA)      |                      |
| 156                  | Silvan Dillier (SUI)    |                      |
| 157                  | Alexis Gougeard (FRA)   |                      |

| Cofidis COF | Cofidis COF              | Cofidis COF |
| ----------- | ------------------------ | ----------- |
| Núm         | Ciclista                 | Pos         |
| 161         | Cyril Lemoine (FRA)      |             |
| 162         | Christophe Laporte (FRA) |             |
| 163         | Dimitri Claeys (BEL)     |             |
| 164         | Julien Vermote (BEL)     |             |
| 165         | Damien Touzé (FRA)       |             |
| 166         | Piet Allegaert (BEL)     |             |
| 167         | Attilio Viviani (ITA)    |             |

| Circus-Wanty Gobert CWG | Circus-Wanty Gobert CWG | Circus-Wanty Gobert CWG |
| ----------------------- | ----------------------- | ----------------------- |
| Núm                     | Ciclista                | Pos                     |
| 172                     | Xandro Meurisse (BEL)   |                         |
| 173                     | Alfdan De Decker (BEL)  |                         |
| 175                     | Andrea Pasqualon (ITA)  |                         |
| 176                     | Boy van Poppel (NED)    |                         |
| 177                     | Danny van Poppel (NED)  |                         |

| Sport Vlaanderen-Baloise SVB | Sport Vlaanderen-Baloise SVB | Sport Vlaanderen-Baloise SVB |
| ---------------------------- | ---------------------------- | ---------------------------- |
| Núm                          | Ciclista                     | Pos                          |
| 181                          | Kenny De Ketele (BEL)        |                              |
| 182                          | Robbe Ghys (BEL)             |                              |
| 183                          | Lindsay De Vylder (BEL)      |                              |
| 184                          | Fabio Van den Bossche (BEL)  |                              |
| 185                          | Amaury Capiot (BEL)          |                              |
| 186                          | Sasha Weemaes (BEL)          |                              |
| 187                          | Cedric Beullens (BEL)        |                              |

| Alpecin-Fenix AFC | Alpecin-Fenix AFC                 | Alpecin-Fenix AFC |
| ----------------- | --------------------------------- | ----------------- |
| Núm               | Ciclista                          | Pos               |
| 191               | Mathieu van der Poel (NED) (ruta) |                   |
| 192               | Tim Merlier (BEL)                 |                   |
| 193               | Alexander Krieger (GER)           |                   |
| 194               | Jonas Rickaert (BEL)              |                   |
| 195               | Oscar Riesebeek (NED)             |                   |
| 196               | Gianni Vermeersch (BEL)           |                   |
| 197               | Senne Leysen (BEL)                |                   |

| B&B Hotels-Vital Concept p/b KTM BVC | B&B Hotels-Vital Concept p/b KTM BVC | B&B Hotels-Vital Concept p/b KTM BVC |
| ------------------------------------ | ------------------------------------ | ------------------------------------ |
| Núm                                  | Ciclista                             | Pos                                  |
| 201                                  | Bryan Coquard (FRA)                  |                                      |
| 202                                  | Jens Debusschere (BEL)               |                                      |
| 203                                  | Kris Boeckmans (BEL)                 |                                      |
| 204                                  | Bert De Backer (BEL)                 |                                      |
| 205                                  | Jérémy Lecroq (FRA)                  |                                      |
| 206                                  | Luca Mozzato (ITA)                   |                                      |
| 207                                  | Jonas Van Genechten (BEL)            |                                      |

| Total Direct Énergie TDE | Total Direct Énergie TDE | Total Direct Énergie TDE |
| ------------------------ | ------------------------ | ------------------------ |
| Núm                      | Ciclista                 | Pos                      |
| 211                      | Niccolò Bonifazio (ITA)  |                          |
| 212                      | Romain Cardis (FRA)      |                          |
| 213                      | Florian Maitre (FRA)     |                          |
| 214                      | Adrien Petit (FRA)       |                          |
| 215                      | Geoffrey Soupe (FRA)     |                          |
| 216                      | Anthony Turgis (FRA)     |                          |
| 217                      | Dries Van Gestel (BEL)   |                          |

| Arkéa-Samsic ARK | Arkéa-Samsic ARK        | Arkéa-Samsic ARK |
| ---------------- | ----------------------- | ---------------- |
| Núm              | Ciclista                | Pos              |
| 221              | Matis Louvel (FRA)      |                  |
| 222              | Donavan Grondin (FRA)   |                  |
| 223              | Benjamin Declercq (BEL) |                  |
| 224              | Christophe Noppe (BEL)  |                  |
| 226              | Connor Swift (GBR)      |                  |
| 227              | Bram Welten (NED)       |                  |

| Bingoal-Wallonie Bruxelles WVA | Bingoal-Wallonie Bruxelles WVA | Bingoal-Wallonie Bruxelles WVA |
| ------------------------------ | ------------------------------ | ------------------------------ |
| Núm                            | Ciclista                       | Pos                            |
| 231                            | Jonas Castrique (BEL)          |                                |
| 232                            | Arjen Livyns (BEL)             |                                |
| 233                            | Aksel Nõmmela (EST)            |                                |
| 234                            | Joel Suter (SUI)               |                                |
| 235                            | Lionel Taminiaux (BEL)         |                                |
| 236                            | Luc Wirtgen (LUX)              |                                |
| 237                            | Ludovic Robeet (BEL)           |                                |

| Riwal Securitas RIW | Riwal Securitas RIW      | Riwal Securitas RIW |
| ------------------- | ------------------------ | ------------------- |
| Núm                 | Ciclista                 | Pos                 |
| 241                 | Piotr Havik (NED)        |                     |
| 242                 | Lucas Eriksson (SWE)     |                     |
| 243                 | Sondre Holst Enger (NOR) |                     |
| 244                 | Arvid de Kleijn (NED)    |                     |
| 245                 | August Jensen (NOR)      |                     |
| 246                 | Tobias Kongstad (DEN)    |                     |
| 247                 | Elmar Reinders (NED)     |                     |

| Jumbo-Visma TJV | Jumbo-Visma TJV             | Jumbo-Visma TJV |
| --------------- | --------------------------- | --------------- |
| Núm             | Ciclista                    | Pos             |
| 1               | Mike Teunissen (NED)        |                 |
| 2               | Amund Grøndahl Jansen (NOR) |                 |
| 3               | Pascal Eenkhoorn (NED)      |                 |
| 4               | Maarten Wynants (BEL)       |                 |
| 5               | Bert-Jan Lindeman (NED)     |                 |
| 6               | Timo Roosen (NED)           |                 |
| 7               | Taco van der Hoorn (NED)    |                 |

| Deceuninck-Quick Step DQT | Deceuninck-Quick Step DQT   | Deceuninck-Quick Step DQT |
| ------------------------- | --------------------------- | ------------------------- |
| Núm                       | Ciclista                    | Pos                       |
| 11                        | Kasper Asgreen (DEN) (ruta) |                           |
| 12                        | Yves Lampaert (BEL)         |                           |
| 13                        | Florian Sénéchal (FRA)      |                           |
| 14                        | Tim Declercq (BEL)          |                           |
| 15                        | Mauri Vansevenant (BEL)     |                           |
| 16                        | Dries Devenyns (BEL)        |                           |
| 17                        | Bert Van Lerberghe (BEL)    |                           |

| Astana AST | Astana AST              | Astana AST |
| ---------- | ----------------------- | ---------- |
| Núm        | Ciclista                | Pos        |
| 21         | Danil Fominikh (KAZ)    |            |
| 22         | Laurens De Vreese (BEL) |            |
| 23         | Artiom Zakhàrov (KAZ)   |            |
| 24         | Ievgueni Guiditx (KAZ)  |            |
| 25         | Hugo Houle (CAN)        |            |
| 26         | Davide Martinelli (ITA) |            |

| Bahrain McLaren TBM | Bahrain McLaren TBM   | Bahrain McLaren TBM |
| ------------------- | --------------------- | ------------------- |
| Núm                 | Ciclista              | Pos                 |
| 31                  | Mark Cavendish (GBR)  |                     |
| 32                  | Sonny Colbrelli (ITA) |                     |
| 33                  | Marco Haller (AUT)    |                     |
| 34                  | Dylan Teuns (BEL)     |                     |
| 36                  | Luka Pibernik (SLO)   |                     |
| 37                  | Feng Chun-kai         |                     |

| Bora-Hansgrohe BOH | Bora-Hansgrohe BOH        | Bora-Hansgrohe BOH |
| ------------------ | ------------------------- | ------------------ |
| Núm                | Ciclista                  | Pos                |
| 41                 | Oscar Gatto (ITA)         |                    |
| 42                 | Marcus Burghardt (GER)    |                    |
| 43                 | Jean-Pierre Drucker (LUX) |                    |
| 45                 | Lukas Pöstlberger (AUT)   |                    |
| 46                 | Daniel Oss (ITA)          |                    |
| 47                 | Juraj Sagan (SVK) (ruta)  |                    |

| CCC Team CCC | CCC Team CCC                   | CCC Team CCC |
| ------------ | ------------------------------ | ------------ |
| Núm          | Ciclista                       | Pos          |
| 51           | Matteo Trentin (ITA)           |              |
| 52           | Michael Schär (SUI)            |              |
| 53           | Jonas Koch (GER)               |              |
| 54           | Gijs Van Hoecke (BEL)          |              |
| 55           | Nathan Van Hooydonck (BEL)     |              |
| 56           | Guillaume Van Keirsbulck (BEL) |              |

| EF Pro Cycling EF1 | EF Pro Cycling EF1        | EF Pro Cycling EF1 |
| ------------------ | ------------------------- | ------------------ |
| Núm                | Ciclista                  | Pos                |
| 61                 | Sep Vanmarcke (BEL)       |                    |
| 62                 | Jens Keukeleire (BEL)     |                    |
| 63                 | Stefan Bissegger (SUI)    |                    |
| 64                 | Moreno Hofland (NED)      |                    |
| 65                 | Thomas Scully (NZL)       |                    |
| 66                 | Jonas Rutsch (GER)        |                    |
| 67                 | Sebastian Langeveld (NED) |                    |

| Israel Start-Up Nation ISN | Israel Start-Up Nation ISN | Israel Start-Up Nation ISN |
| -------------------------- | -------------------------- | -------------------------- |
| Núm                        | Ciclista                   | Pos                        |
| 72                         | Norman Vahtra (EST) (ruta) |                            |
| 73                         | Guillaume Boivin (CAN)     |                            |
| 74                         | Hugo Hofstetter (FRA)      |                            |
| 75                         | Travis McCabe (USA)        |                            |
| 76                         | Nils Politt (GER)          |                            |
| 77                         | Tom Van Asbroeck (BEL)     |                            |

| Movistar Team MOV | Movistar Team MOV              | Movistar Team MOV |
| ----------------- | ------------------------------ | ----------------- |
| Núm               | Ciclista                       | Pos               |
| 81                | Juan Diego Alba (COL)          |                   |
| 82                | Iñigo Elosegui (ESP)           |                   |
| 84                | Johan Jacobs (SUI)             |                   |
| 85                | Lluís Mas Bonet (ESP)          |                   |
| 86                | Sebastián Mora Vedri (ESP)     |                   |
| 87                | Eduard Prades i Reverter (ESP) |                   |

| Lotto-Soudal LTS | Lotto-Soudal LTS        | Lotto-Soudal LTS |
| ---------------- | ----------------------- | ---------------- |
| Núm              | Ciclista                | Pos              |
| 91               | Caleb Ewan (AUS)        |                  |
| 92               | John Degenkolb (GER)    |                  |
| 93               | Jasper De Buyst (BEL)   |                  |
| 94               | Frederik Frison (BEL)   |                  |
| 95               | Roger Kluge (GER)       |                  |
| 96               | Brian van Goethem (NED) |                  |
| 97               | Nikolas Maes (BEL)      |                  |

| NTT Pro Cycling NTT | NTT Pro Cycling NTT        | NTT Pro Cycling NTT |
| ------------------- | -------------------------- | ------------------- |
| Núm                 | Ciclista                   | Pos                 |
| 101                 | Edvald Boasson Hagen (NOR) |                     |
| 102                 | Samuele Battistella (ITA)  |                     |
| 104                 | Michael Gogl (AUT)         |                     |
| 105                 | Max Walscheid (GER)        |                     |
| 106                 | Jay Robert Thomson (RSA)   |                     |
| 107                 | Rasmus Tiller (NOR)        |                     |

| Trek-Segafredo TFS | Trek-Segafredo TFS      | Trek-Segafredo TFS |
| ------------------ | ----------------------- | ------------------ |
| Núm                | Ciclista                | Pos                |
| 112                | Jasper Stuyven (BEL)    |                    |
| 113                | Edward Theuns (BEL)     |                    |
| 114                | Kiel Reijnen (USA)      |                    |
| 115                | Toms Skujiņš (LAT)      |                    |
| 116                | Charlie Quaterman (GBR) |                    |
| 117                | Ryan Mullen (IRL)       |                    |

| UAE Team Emirates UAD | UAE Team Emirates UAD          | UAE Team Emirates UAD |
| --------------------- | ------------------------------ | --------------------- |
| Núm                   | Ciclista                       | Pos                   |
| 121                   | Alexander Kristoff (NOR)       |                       |
| 122                   | Sven Erik Bystrøm (NOR) (ruta) |                       |
| 123                   | Marco Marcato (ITA)            |                       |
| 124                   | Vegard Stake Laengen (NOR)     |                       |
| 125                   | Tom Bohli (SUI)                |                       |

| Groupama-FDJ GFC | Groupama-FDJ GFC           | Groupama-FDJ GFC |
| ---------------- | -------------------------- | ---------------- |
| Núm              | Ciclista                   | Pos              |
| 131              | Stefan Küng (SUI)          |                  |
| 133              | Kevin Geniets (LUX) (ruta) |                  |
| 134              | Fabian Lienhard (SUI)      |                  |
| 136              | Valentin Madouas (FRA)     |                  |
| 137              | Jake Stewart (GBR)         |                  |

| Ineos Grenadiers IGD | Ineos Grenadiers IGD        | Ineos Grenadiers IGD |
| -------------------- | --------------------------- | -------------------- |
| Núm                  | Ciclista                    | Pos                  |
| 141                  | Michał Kwiatkowski (POL)    |                      |
| 142                  | Carlos Rodríguez Cano (ESP) |                      |
| 143                  | Owain Doull (GBR)           |                      |
| 144                  | Luke Rowe (GBR)             |                      |
| 145                  | Christian Knees (GER)       |                      |
| 146                  | Christopher Lawless (GBR)   |                      |
| 147                  | Leonardo Basso (ITA)        |                      |

| AG2R La Mondiale ALM | AG2R La Mondiale ALM    | AG2R La Mondiale ALM |
| -------------------- | ----------------------- | -------------------- |
| Núm                  | Ciclista                | Pos                  |
| 151                  | Oliver Naesen (BEL)     |                      |
| 153                  | Stijn Vandenbergh (BEL) |                      |
| 154                  | Lawrence Naesen (BEL)   |                      |
| 155                  | Julien Duval (FRA)      |                      |
| 156                  | Silvan Dillier (SUI)    |                      |
| 157                  | Alexis Gougeard (FRA)   |                      |

| Cofidis COF | Cofidis COF              | Cofidis COF |
| ----------- | ------------------------ | ----------- |
| Núm         | Ciclista                 | Pos         |
| 161         | Cyril Lemoine (FRA)      |             |
| 162         | Christophe Laporte (FRA) |             |
| 163         | Dimitri Claeys (BEL)     |             |
| 164         | Julien Vermote (BEL)     |             |
| 165         | Damien Touzé (FRA)       |             |
| 166         | Piet Allegaert (BEL)     |             |
| 167         | Attilio Viviani (ITA)    |             |

| Circus-Wanty Gobert CWG | Circus-Wanty Gobert CWG | Circus-Wanty Gobert CWG |
| ----------------------- | ----------------------- | ----------------------- |
| Núm                     | Ciclista                | Pos                     |
| 172                     | Xandro Meurisse (BEL)   |                         |
| 173                     | Alfdan De Decker (BEL)  |                         |
| 175                     | Andrea Pasqualon (ITA)  |                         |
| 176                     | Boy van Poppel (NED)    |                         |
| 177                     | Danny van Poppel (NED)  |                         |

| Sport Vlaanderen-Baloise SVB | Sport Vlaanderen-Baloise SVB | Sport Vlaanderen-Baloise SVB |
| ---------------------------- | ---------------------------- | ---------------------------- |
| Núm                          | Ciclista                     | Pos                          |
| 181                          | Kenny De Ketele (BEL)        |                              |
| 182                          | Robbe Ghys (BEL)             |                              |
| 183                          | Lindsay De Vylder (BEL)      |                              |
| 184                          | Fabio Van den Bossche (BEL)  |                              |
| 185                          | Amaury Capiot (BEL)          |                              |
| 186                          | Sasha Weemaes (BEL)          |                              |
| 187                          | Cedric Beullens (BEL)        |                              |

| Alpecin-Fenix AFC | Alpecin-Fenix AFC                 | Alpecin-Fenix AFC |
| ----------------- | --------------------------------- | ----------------- |
| Núm               | Ciclista                          | Pos               |
| 191               | Mathieu van der Poel (NED) (ruta) |                   |
| 192               | Tim Merlier (BEL)                 |                   |
| 193               | Alexander Krieger (GER)           |                   |
| 194               | Jonas Rickaert (BEL)              |                   |
| 195               | Oscar Riesebeek (NED)             |                   |
| 196               | Gianni Vermeersch (BEL)           |                   |
| 197               | Senne Leysen (BEL)                |                   |

| B&B Hotels-Vital Concept p/b KTM BVC | B&B Hotels-Vital Concept p/b KTM BVC | B&B Hotels-Vital Concept p/b KTM BVC |
| ------------------------------------ | ------------------------------------ | ------------------------------------ |
| Núm                                  | Ciclista                             | Pos                                  |
| 201                                  | Bryan Coquard (FRA)                  |                                      |
| 202                                  | Jens Debusschere (BEL)               |                                      |
| 203                                  | Kris Boeckmans (BEL)                 |                                      |
| 204                                  | Bert De Backer (BEL)                 |                                      |
| 205                                  | Jérémy Lecroq (FRA)                  |                                      |
| 206                                  | Luca Mozzato (ITA)                   |                                      |
| 207                                  | Jonas Van Genechten (BEL)            |                                      |

| Total Direct Énergie TDE | Total Direct Énergie TDE | Total Direct Énergie TDE |
| ------------------------ | ------------------------ | ------------------------ |
| Núm                      | Ciclista                 | Pos                      |
| 211                      | Niccolò Bonifazio (ITA)  |                          |
| 212                      | Romain Cardis (FRA)      |                          |
| 213                      | Florian Maitre (FRA)     |                          |
| 214                      | Adrien Petit (FRA)       |                          |
| 215                      | Geoffrey Soupe (FRA)     |                          |
| 216                      | Anthony Turgis (FRA)     |                          |
| 217                      | Dries Van Gestel (BEL)   |                          |

| Arkéa-Samsic ARK | Arkéa-Samsic ARK        | Arkéa-Samsic ARK |
| ---------------- | ----------------------- | ---------------- |
| Núm              | Ciclista                | Pos              |
| 221              | Matis Louvel (FRA)      |                  |
| 222              | Donavan Grondin (FRA)   |                  |
| 223              | Benjamin Declercq (BEL) |                  |
| 224              | Christophe Noppe (BEL)  |                  |
| 226              | Connor Swift (GBR)      |                  |
| 227              | Bram Welten (NED)       |                  |

| Bingoal-Wallonie Bruxelles WVA | Bingoal-Wallonie Bruxelles WVA | Bingoal-Wallonie Bruxelles WVA |
| ------------------------------ | ------------------------------ | ------------------------------ |
| Núm                            | Ciclista                       | Pos                            |
| 231                            | Jonas Castrique (BEL)          |                                |
| 232                            | Arjen Livyns (BEL)             |                                |
| 233                            | Aksel Nõmmela (EST)            |                                |
| 234                            | Joel Suter (SUI)               |                                |
| 235                            | Lionel Taminiaux (BEL)         |                                |
| 236                            | Luc Wirtgen (LUX)              |                                |
| 237                            | Ludovic Robeet (BEL)           |                                |

| Riwal Securitas RIW | Riwal Securitas RIW      | Riwal Securitas RIW |
| ------------------- | ------------------------ | ------------------- |
| Núm                 | Ciclista                 | Pos                 |
| 241                 | Piotr Havik (NED)        |                     |
| 242                 | Lucas Eriksson (SWE)     |                     |
| 243                 | Sondre Holst Enger (NOR) |                     |
| 244                 | Arvid de Kleijn (NED)    |                     |
| 245                 | August Jensen (NOR)      |                     |
| 246                 | Tobias Kongstad (DEN)    |                     |
| 247                 | Elmar Reinders (NED)     |                     |